# ブリティッシュ・レイランド
ブリティッシュ・レイランド（British Leyland ）は、イギリスのかつて存在した自動車会社である。
1968年、ブリティッシュ・モーター・ホールディングス（BMH）とレイランド・モータース（Leyland Motors）との合併による「British Leyland Mortor Company」として設立され、同社のもとにはローバー、ジャガー、デイムラー、MG、オースチンなど、当時のイギリスの主要自動車メーカーの大部分にあたる10ブランドが存在していた。

## 概要

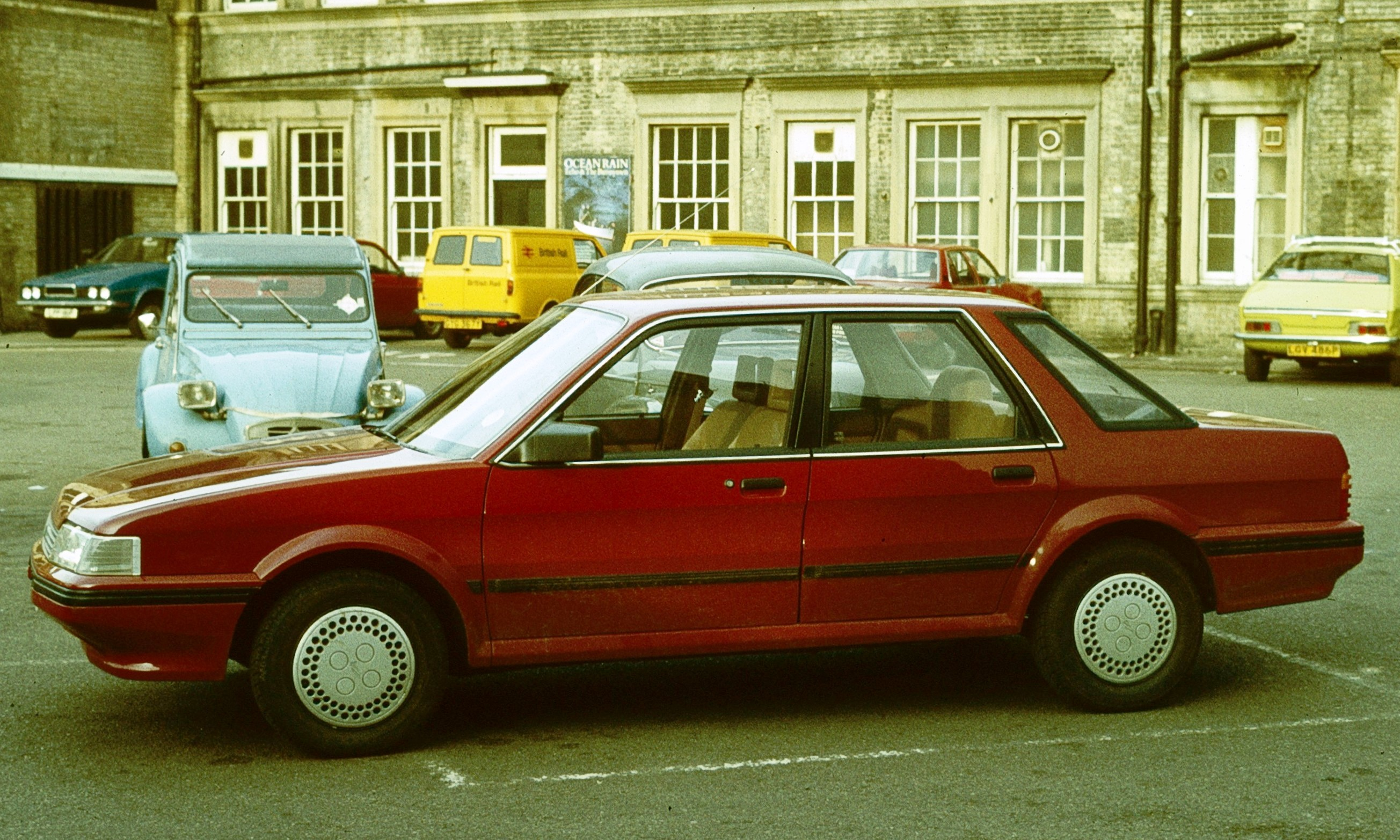
オースチン・モンテゴ

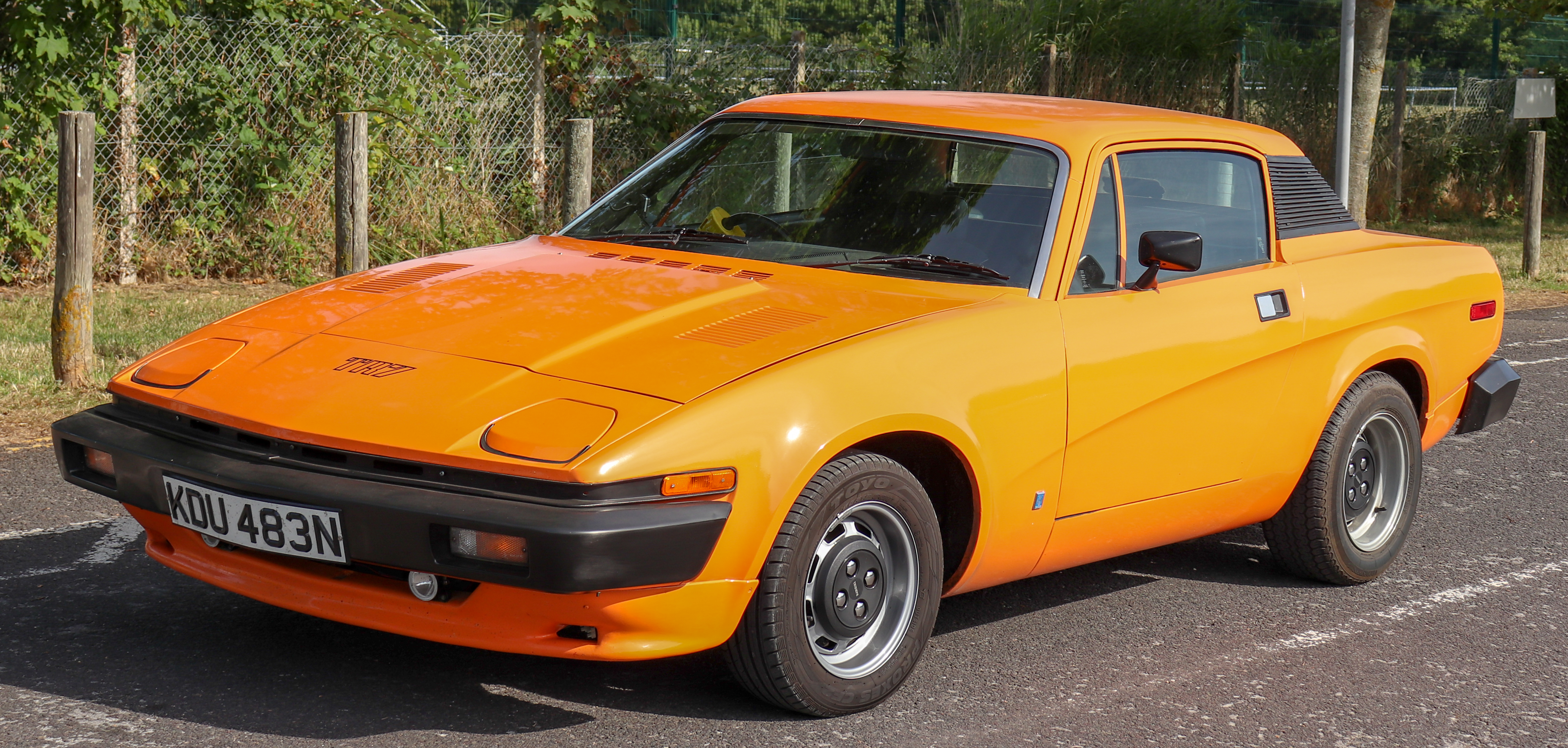
トライアンフ・TR7

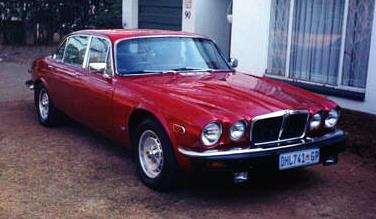
ジャガー・XJ6（シリーズ2）

1960年代後半、イギリス重工業全体の停滞や、主要な輸出先であるアメリカ合衆国での排出ガスおよび安全規制などに対する技術開発の遅れによる競争力の低下、また日本車との競合による販売台数低下などの要因により、イギリス資本の自動車製造会社であるブリティッシュ・モーター・コーポレーション（BMC）とレイランド・モーターズ（LMC）の業績は大幅に悪化していた。このため労働党政権は他の重工業と同様に同社を国有化し、1968年にブリティッシュ・レイランド (British Leyland) として発足させた。当時保有していた主な部門は以下の通りである。
- オースチン (Austin) - フルラインブランド
- モーリス (Morris) - 大衆車・中級車
- MG - 小型車・中型車・スポーツカー
- トライアンフ (Triumph) - 小型車・中型車・スポーツカー
- ローバー (Rover) - 中級車・上級車
- ジャガー (Jaguar) - 高級車・大型スポーツカー
- デイムラー (Daimler) - 最高級車
- コヴェントリー・クライマックス (Coventry Climax) - ジャガー傘下のエンジンメーカー

- バンデン・プラ (Vanden Plas) - 高級車
- ランドローバー (Land Rover) - 四輪駆動車
- レイランド・モーターズ (Leyland) - 商用車

しかし、こと乗用車部門では大衆車から高級車、さらにはスポーツカーに至るまでのあらゆるクラスにおいて、同級車種での競合ブランド・モデルを過剰に抱え込む状況となった。元々オースチンとナッフィールドの大手2社合同企業であったBMCでは特にその傾向が強く、1950年代からなりふり構わぬバッジエンジニアリングが横行していたが、レイランドおよびローバー系の各ブランドまでも合流したことで社内競合するモデルが新たに多数生じ、非効率の悪弊はより強まってしまっていた。
他に上級小型車であるウーズレーやライレーなどの乗用車ブランドも保有していたが、これらに相当する旧BMC系のモデルは早くも1969年に生産終了している。また、有名な小型車のミニもオースティンおよびモーリスのブランドで生産していた（後年ローバーブランドに変更）。
国有化後も経営状態悪化には歯止めが利かず、破産寸前となった1975年に半国営化され、持ち株会社「British Leyland Motor Corporation Ltd.(BLMC)」（1978年、「BL Ltd.」に改称）のもとに再組織された。
1986年にはローバー・グループ (Rover Group PLC) に改称されたものの、この際に複数のブランドが消滅した。この頃、オースチンやモーリス、トライアンフの一部車種は提携先の本田技研工業（ホンダ）の車種のバッジエンジニアリングとなり、その後も幾度かの公的資金による救済、そして他国の自動車メーカーとの提携、売却が続き、縮小・解体される傾向となった。2005年、最終的な存続会社となっていたMGローバー (MG Rover Group) が倒産したことによって、完全に消滅した。
国際競争力を持つ自動車企業連合形成を意図したイギリス政府主導による政策会社であったものの、1970年代 - 1980年代にかけて110億ポンド / 165億ドル（インフレ換算）もの巨額な公的支援を注入して得られた結果は、2000年代に至るまでの間に、モーガンやノーブル、マクラーレンなどの少数生産メーカーを除くイギリス車メーカーの大半が国外資本による買収を受けるか、もしくは廃業してしまうという、一国の巨大産業そのものの回復しがたいまでの瓦解であった。また、BLは1970年代におけるイギリス製造業の悪しき象徴である、常態化したストライキ、それと同時に甚だしく低下した品質管理水準、投資不足、政府による過剰介入、稚拙なマネジメント、そしてそれらの問題が招いた、イギリス国内外における市場シェアの大いなる喪失であるとも評される。

## 年表

### 前史
- 1952年：イギリスの2大自動車メーカーであったオースチンとナッフィールドが合併し、ブリティッシュ・モーター・コーポレーション（BMC）が発足。オースチン、モーリス、MG、ウーズレー、ライレーの各ブランドを所有。
- 1966年：BMCとジャガーが合併し、ブリティッシュ・モーター・ホールディングス（BMH）が発足。ジャガー、デイムラーの各ブランドが加わる。

### ブリティッシュ・レイランド発足後
- 1968年：BMHとレイランド・モーターズが合併し、ブリティッシュ・レイランド・モーター・コーポレーション（BLMC）が発足。トライアンフ、ローバー、ランドローバー、スタンダード、レイランドの各ブランドが加わる。
- 1975年：破産寸前に陥っていたBLMCが英国労働党政権のもとで国有化され、ブリティッシュ・レイランド（BL）となる。

### ビーエルカーズ
- 1978年、名称を通称のBLを使った「ビーエルカーズ」とする。
- 1981年、日本の自動車メーカー・ホンダと技術資本提携を開始。
- 1982年、事業部門制を変更し、大量生産乗用車部門はオースチン・ローバー・グループとして発足。
- 1984年、ジャガー、デイムラー事業部を分割民営化。

### ローバー・グループ
- 1986年、社名がローバー・グループplcに変更となる。
- 1988年、ローバー・グループplcが航空機メーカーでイギリスの主要重工業メーカーブリティッシュ・エアロスペースに売却されると同時に民営化され、会社名が「ローバー・カーズ」に変更となる。

## 現在のブランド商標権保持者

### 2020年10月現在
- ジャガー、デイムラー、ランチェスター（英語版）、ローバー、ランドローバー - タタ・モーターズ（ インド）
- ミニ、ライレー、トライアンフ - BMW（ ドイツ）
- MG、オースチン、モーリス、ウーズレー、バンデン・プラ（北米市場以外） - 南京汽車（ 中国）
- アルヴィス - BAEシステムズ（ イギリス）
- スタンダード - ブリティッシュ・モーター・ヘリテージ（英語版）（ イギリス）